# The Marcellini Millions
The Marcellini Millions è un film muto del 1917 diretto da Donald Crisp.

## Trama
Marcellini, ricco commerciante di vini, muore improvvisamente lasciando tutta la sua fortuna agli unici parenti viventi, Guido e Antonietta Bartelli. I due, poveri ma felici, conducono una vita semplice nella loro fattoria e Guido accetta a malincuore di lasciarla per trasferirsi nella grande e ricca dimora di Marcellini. Scopre ben presto che tutto quel lusso ha un caro prezzo da pagare: si trova invischiato nelle trame dei Murray, una coppia che vive alle spalle del prossimo, dei veri parassiti che sconvolgono il suo vivere tranquillo. Antonietta, dal canto suo, sembra adeguarsi a quello stile e Guido, infelice, decide di tornare alla sua fattoria. Poco dopo, Murray scopre un testamento di Marcellini dove risulta che il vero erede è Wade Crosby. Con il documento in suo possesso, Murray tenta di ricattare Antonietta per estorcerle del denaro, minacciandola in caso contrario di rendere pubbliche le ultime volontà di Marcellini. Ma Antonietta rifiuta di cedere al ricatto e preferisce lasciare tutto per ritornare a casa del marito e alla sua fattoria.

## Produzione
Il film fu prodotto dalla Oliver Morosco Photoplay Company.

## Distribuzione
Il copyright del film, richiesto dalla Oliver Morosco Photoplay Co., fu registrato il 21 aprile 1917 con il numero LP10676.
Distribuito dalla Famous Players-Lasky Corporation e dalla Paramount Pictures, il film uscì nelle sale cinematografiche statunitensi il 14 maggio 1917.
Copia completa della pellicola si trova conservata negli archivi del Museum Of Modern Art di New York.